# Procerodes pacifica
Procerodes pacifica är en plattmaskart. Procerodes pacifica ingår i släktet Procerodes och familjen Procerodidae. Inga underarter finns listade i Catalogue of Life.